# Saint-Rémy-Blanzy
Saint-Rémy-Blanzy là một xã ở tỉnh Aisne, vùng Hauts-de-France thuộc miền bắc nước Pháp.

## Hành chính
| Danh sách các thị trưởng               |                  |                   |      |         |
| Giai đoạn                              | Giai đoạn        | Tên               | Đảng | Tư cách |
| tháng 3 năm 2001                       | tháng 3 năm 2008 | Christian Carette |      |         |
| tháng3 năm 2008                        |                  | Marina Carette    |      |         |
| Tất cả các dữ liệu trước đây không rõ. |                  |                   |      |         |

## Dân số
| Năm | 1962 | 1968 | 1975 | 1982 | 1990 | 1999 |
| --- | ---- | ---- | ---- | ---- | ---- | ---- |
| Dân số | 233  | 234  | 149  | 125  | 212  | 203  |
| From the year 1968 on: No double counting—residents of multiple communes (e.g. students and military personnel) are counted only once. |      |      |      |      |      |      |